# Neli Aparecida de Mello-Théry
Neli Aparecida de Mello-Théry, née Neli Aparecida de Mello à Olímpia le 17 avril 1955 et morte le 6 avril 2021 à Paris est une géographe et universitaire franco-brésilienne. Sa carrière est marquée par ses nombreux postes dans la fonction publique dans le domaine de l'environnement au Brésil. Docteure de l'université de Paris Nanterre, ses recherches en géographie politique et de l'environnement font des emprunts aussi bien aux recherches en France qu'au Brésil.

## Biographie
Neli Aparecida de Mello naît le 17 avril 1955 à Olímpia. Elle obtient son diplôme en géographie à l'Université fédérale de Goiás en 1978,,.
En 1974, alors qu'elle est encore en licence de géographie, elle entre dans la fonction publique et travaille à l'Institut de développement urbain et régional de l'État de Goiás, organisme lié au gouvernement de l'État de Goiás. C'est le début d'une longue carrière dans la fonction publique.
Durant la seconde moitié des années 1980 et le début des années 1990, elle travaille à Brasilia dans le domaine technique du Conseil National de Développement Urbain lié à l'ancien Ministère du Développement Urbain et de l'Environnement, entre 1985 et 1987, et de l'Institut Brésilien de l'Environnement et des Ressources Naturelles Renouvelables, entre 1987 et 1991. Elle y atteint le poste de directrice.
Elle soutient son mémoire de Master en architecture et urbanisme à l'Université de Brasilia en 1997 sous le titre « Urbanisation publique du District fédéral et engagement environnemental : le cas du sous-bassin du Riacho Fundo ». Elle approfondi ses études en France en 1999 avec un DEA en Géographie et pratique du développement à l'Université Paris Nanterre avec des recherches sur les bassins versants urbains.
Elle s'est ensuite inscrite en doctorat de géographie à l'Université Paris Nanterre en cotutelle avec l'Université de São Paulo, avec une thèse intitulée « Politiques publiques territoriales en Amazonie brésilienne : conflits entre conservation de l'environnement et développement » en 2002 sous la direction des professeurs Wanderley Messias da Costa (es) et Alain Musset,,. En 2015, elle est approuvée par un processus de sélection publique comme professeure à l'Université de São Paulo en 2005,. En 2011, elle soutient son habilitation à diriger des recherches à l'Université de Rennes 2,.
Mariée au géographe Hervé Théry, elle meurt des suites d'un cancer le 6 avril 2021.

## Travaux
Neli Aparecida de Mello-Théry est une chercheuse spécialisée dans les politiques publiques et environnementale avec comme spécialité la région amazonienne,. Elle développe plusieurs activités de recherche dans le cadre de la géographie politique,. 
Dans un premier temps, les recherches de Neli Aparecida de Mello-Théry portent sur les politiques publiques et la planification urbaine, en écho à ses différents postes dans la fonction publique. Ses travaux cherchent à clarifier les effets des actions humaines sur les territoires et les sociétés à différentes échelles, globales et locales, afin de comprendre comment les territoires urbains répondent aux processus socio-économiques ou comment les territoires ruraux sont affectés (notamment ses marges), à un degré plus ou moins grand, par la mondialisation. Elle introduit notamment le concept de géophagie pour décrire les projets publiques brésiliens gourmands en espaces. 
Elle mobilise durant toute sa carrière la cartographie thématique. Elle est à l'origine de plusieurs atlas sur le Brésil et l'Amazonie mettant en avant ses disparités géographiques,. 
Selon le géographe espagnol Jesús González-Pérez, professeur à l'Université des Îles Baléares, la pensée de Neli Mello-Théry était fortement engagée dans le socio-environnementalisme, affirmant que : « L'environnement, le développement durable et l'Amazonie sont compris comme des thèmes et des territoires privilégiés, mais avec la capacité de se diversifier : depuis le plus récent Atlas du Brésil (disparités et déséquilibres), en passant par les politiques urbaines, la durabilité et la gouvernance jusqu'aux réflexions sur la géopolitique du COVID-19. Bien que je fasse des recherches sur des sujets apparemment différents de ceux du Dr Mello-Théry, entre le travail de l'environnementaliste Neli et mes recherches en géographie urbaine, nous trouvons toujours de nombreux domaines de relation et de coïncidence, à la fois scientifiques et idéologiques : la confiance dans les politiques publiques, engagement social et géographie critique, et justice sociale et spatiale ». 

## Publications
- (pt) Atlas Geográfico do Estado de Goiás [« Atlas géographique de l'État de Goiás »], Rio de Janeiro, GeoAtlas e Fundação INDUR, 1979
- (pt) Políticas territoriais na Amazônia [« Politiques territoriales en Amazonie »], São Paulo, Annablume, 2006
- (pt) Território e gestão ambiental na Amazônia: Terras públicas e os dilemas do Estado [« Gestion du territoire et de l'environnement en Amazonie : les terres publiques et les dilemmes de l'État »], São Paulo, Annablume, 2011
- (pt) Neli Aparecida de Mello et Hervé Théry, Atlas do Brasil, Disparidades e dinâmicas do território [« Atlas du Brésil, Disparités et dynamiques du territoire »], São Paulo, Editora da Universidade de São Paulo, 2018, 3e éd.

## Hommages
La Bibliothèque Neli Aparecida de Mello-Théry porte son nom, ainsi qu'une collection virtuelle d'ouvrages de géographie politique de l'Université de São Paulo.